# Guillermo Vilas

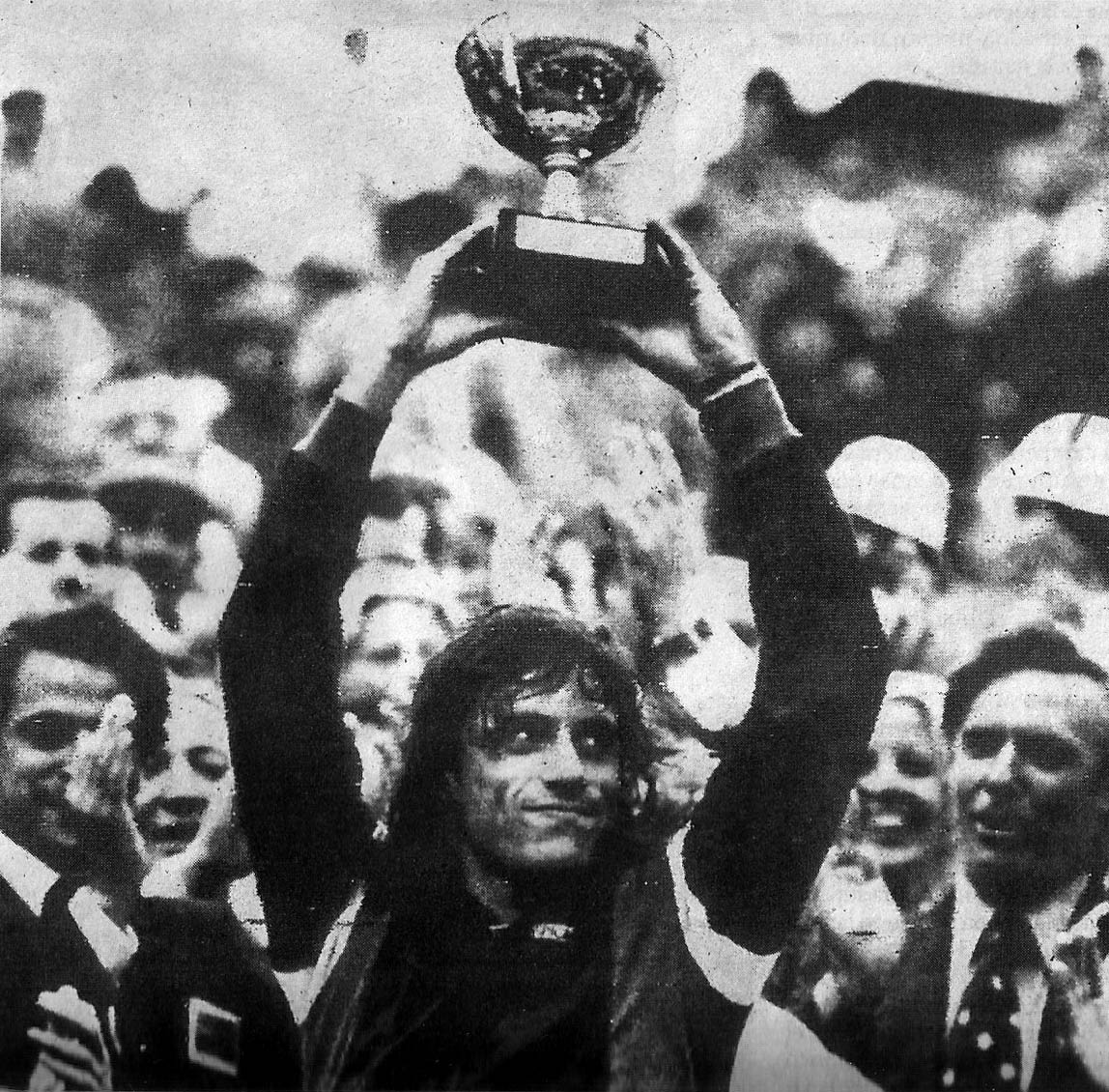
Vilas ăn mừng chức vô địch tại Giải quần vợt Pháp mở rộng 1977.

Guillermo Vilas (sinh ngày 17 tháng 8 năm 1952 tại Buenos Aires, Argentina) là cựu vận động viên quần vợt chuyên nghiệp người Argentina.
Guillermo Vilas là tay vợt thành công nhất của Argentina, ông đã giành được 4 danh hiệu đơn Grand Slam trong sự nghiệp.Trong sự nghiệp thi đấu tennis chuyên nghiệp của mình ông đã giành được 62 danh hiệu đơn trong đó có 49 danh hiệu trên sân đất nện.

## Sự nghiệp
Lớn lên ở Mal del Plata ông bắt đầu sự nghiệp quần vợt chuyên nghiệp năm 1969,ông kết thúc năm trong top 10 từ năm 1974 đến 1982.Ông là một chuyên gia sân đất nện nhưng cũng chơi tốt trên sân cứng, sân cỏ và sân thảm
Ông đã giành được 4 danh hiệu Grand Slam trong sự nghiệp gồm Mỹ mở rộng năm 1977, giải Pháp mở rộng năm 1977 và Úc Mở rộng năm 1978 và 1979.Ngoài ra ông còn giành được 7 Grand Prix Super Series tiền thân của Master 1000 ngày nay.

## Lối chơi và thành tích
Là một tay vợt thuận tay trái,chơi trái một tay,năm thành công nhất của Guillermo Vilas là măn 1977 khi ông giành được 2 danh hiệu Grand Slam trong năm này.Đặc biệt là ở Mỹ mở rộng năm này ông đã thắng Jimmy Connors với tỷ số sau các sec lả 2-6,6-3,7-6,6-0.Năm 1977 ông đã giành được 7 danh hiệu từ sau Wimbledon và thiết lập 46 chiến thắng liên tiếp,xếp thứ 3 mọi thời đại sau thành tích của Bjorn Borg lần lượt là 49 và 48 trận thắng liên tiếp,vị trí cao nhất của Guillermo Vilas trên bảng xếp hạng của ATP là số 2 thế giới

## Về hưu
Vilas nghỉ hưu các giải của ATP năm 1989 nhưng vẫn tham gia các giải Challenger cho đến năm 1992

## Thành tích

### Grand Slam

#### Vô địch (4)
| Năm  | Giải          | Đối thủ         | Tỷ số             |
| 1977 | Pháp Mở rộng  | Brian Gottfried | 6-0, 6-3, 6-0     |
| 1977 | Mỹ Mở rộng    | Jimmy Connors   | 2-6,6-3, 7-6, 6-0 |
| 1978 | Úc Mở rộng    | John Marks      | 6–4, 6–4, 3-6,6-3 |
| 1979 | Úc Mở rộng(2) | John Sadri      | 7–6, 6–3, 6–2     |